# Vau (Oze)
Der Vau (im Oberlauf auch Lavau genannt) ist ein Fluss in Frankreich, der im Département Côte-d’Or in der Region Bourgogne-Franche-Comté verläuft. Er entspringt im Gemeindegebiet von Bligny-le-Sec, entwässert generell in nordwestlicher Richtung und mündet nach rund 26 Kilometern im Gemeindegebiet von Darcey als rechter Nebenfluss in die Oze.

## Orte am Fluss
(Reihenfolge in Fließrichtung)
- Bligny-le-Sec
- Frôlois
- Corpoyer-la-Chapelle
- Darcey